# Mercato Đồng Xuân
Il mercato Đồng Xuân (in vietnamita: Chợ Đồng Xuân; chữ Nôm: 𢄂 同 春; mercato del campo delle sorgenti) è un mercato situato nel quartiere centrale di Hoàn Kiếm, ad Hanoi, in Vietnam. Originariamente costruito dall'amministrazione francese nel 1889, il mercato Đồng Xuân è stato ristrutturato diverse volte. L'ultima ristrutturazione è avvenuta nel 1994 a seguito di un incendio che rase quasi al suolo il mercato. Oggigiorno, il mercato è considerato il più grande mercato coperto di Hanoi. Qui i commercianti all'ingrosso vendono di tutto, dai vestiti, ai casalinghi e ai prodotti alimentari.